# Révisionnisme
Pour le concept marxiste, voir Révisionnisme (marxisme).
Le révisionnisme consiste à soutenir, en droit, en politique, en histoire ou en sciences, une position réclamant la révision de ce qui est majoritairement tenu pour acquis : morale, valeurs, constitutions, lois, verdicts, récits, traités, frontières, doctrines ou idées. 
La révision peut être celle d'un « objet politique » : la première acception qualifiait de « républicains révisionnistes » les radicaux ayant soutenu le boulangisme, mouvement pour une révision des institutions de la IIIe République. Parmi les juifs, le sionisme révisionniste est un mouvement pour la « révision du sionisme » dans un sens nationaliste et anti-communiste, plus proche du droit du sang que du droit du sol et plus religieux que laïc. En France, sur le plan juridique, furent révisionnistes ceux demandant la révision du procès Dreyfus. Dans l'entre-deux-guerres, en Europe centrale et orientale, les états révisionnistes étaient ceux qui réclamaient une révision des frontières issues des traités de Versailles, St-Germain, Trianon, Rapallo et Riga : République de Weimar, Troisième Reich, Hongrie, Italie et URSS.
En histoire, les révisionnistes contestent les faits et les travaux communément admis. Le terme est largement employé pour qualifier des positions contestataires. En français, on emploie le terme de négationnisme pour qualifier la contestation de crimes contre l'humanité, dont la négation de la Shoah, afin de pouvoir faire la distinction.

## Le révisionnisme historique
Pour les historiens, le révisionnisme est un terme sans connotation particulière, qui désigne une démarche critique consistant à réviser de manière rationnelle certaines opinions couramment admises en histoire, que ce soit par le grand public (le plus souvent), par les sources secondaires ou par des historiens de profession non spécialistes de la période ou du domaine d'études considéré. Il se fonde sur un apport d'informations nouvelles, un réexamen des sources et propose une nouvelle interprétation (une ré-écriture) de l'histoire, mais, du point de vue encyclopédique, tant que la réinterprétation ne s'est pas généralisée, il s'agit de « travaux inédits », donc inutilisables.
Comme l'avait énoncé Auguste Comte, l'histoire est une discipline fondamentalement ambiguë, où l'interprétation de la réalité historique doit souvent composer avec les vérités et les mythes de son époque, l'historien se trouvant convoqué à tenir le discours attendu de lui par ses contemporains, sa société, en fonction des préjugés de son temps, de sa nation d'appartenance, etc. Un exemple flagrant, rapporté par Pierre Vidal-Naquet, en est l'œuvre de Jules Michelet, construisant au XIXe siècle une patrie française éternelle, à travers une lecture romantique (et parfois romanesque) des faits historiques. Un exemple extrême de ces constructions de récits romancés est le protochronisme. Ainsi tout historien se doit d'être, selon ces termes, « révisionniste ». De nouveaux documents, de nouvelles sources, la levée de barrières politiques, idéologiques, sociologiques, et le déclassement d'archives tenues secrètes, lui permettent de réviser et d'apporter avec une nouvelle vision, de nouvelles informations, de nouvelles sources, des éléments supplémentaires à la construction du fait historique.
Concernant l'histoire de la Seconde Guerre mondiale, la notion de révisionnisme peut également désigner, par abus, la négation, la minimisation ou la contestation de certains éléments des crimes de guerre commis par les troupes allemandes ou soviétiques et des génocides commis par le Troisième Reich (comme la Shoah ou la Porrajmos) ou par l'URSS (comme la déportation de peuples entiers). Les négationnistes se désignent eux-mêmes par le terme de « révisionnistes » mais pour les autres historiens, le révisionnisme diffère du négationnisme, et il ne faut pas confondre ces deux termes.
En élargissant cette dernière signification du mot, « révisionnisme » peut également être employé dans un sens politique, le plus souvent péjoratif. Il est utilisé par des observateurs non historiens pour dénoncer le caractère supposé biaisé d'un travail historique, ou simplement pour discréditer des mouvements d'idées ou des idéologies politiques, des branches dissidentes, remettant en cause la tendance majoritaire.
Dans un article intitulé La vérité, le mensonge et la loi, Paul Rateau soutient que, sous couvert de révision historique, peuvent se cacher des tentatives de falsification des faits, dont les auteurs n'hésitent pas à accuser leurs adversaires. La diffusion dans l’espace public de ces récits « alternatifs », en réalité mensongers, tendent, selon Paul Rateau, à faire accepter ces derniers comme des opinions valables et respectables. Il écrit « si le menteur ne parvient pas à faire passer son mensonge pour la vérité, si la mystification échoue, il cherchera au moins à le faire reconnaître comme une position, une interprétation, un point de vue particulier, soutenables et défendables au nom de la liberté d’opinion et d’expression. C’est précisément pour empêcher cette reconnaissance minimale que certains historiens tel Pierre Vidal-Naquet ont exclu tout dialogue avec les partisans du "révisionnisme" ». Pour Paul Rateau, le révisionniste, en ce sens de falsificateur, ne peut être reconnu comme interlocuteur valable dans un débat, car « il se situe sur un autre plan que celui du savant (dont il peut cependant utiliser et détourner les résultats), quoi qu’il en dise et quels que soient ses efforts pour donner à sa "version" de l’histoire une couleur scientifique, dans l’espoir de se faire passer pour le représentant d’une école historique à part entière. Cet échec, au niveau théorique, le conduit inévitablement à tenter d’obtenir ailleurs et par d’autres moyens ce qui lui est refusé par les historiens de profession : la reconnaissance et le débat qui le placeraient à égalité avec eux. La publicité du mensonge est le moyen le plus efficace pour parvenir à cette fin ».

## Exemples d'utilisation
- En France à la fin des années 1880, on appelait « républicains révisionnistes » les radicaux ayant soutenu le général Boulanger et le boulangisme à la fin du XIXe siècle. Le Comité national républicain révisionniste réclamait en effet une « révision » de la constitution de la IIIe République[7].
- Au sein du mouvement socialiste, le révisionnisme désigne également, avec un sens péjoratif, un chef d'accusation utilisé au 20e siècle pour condamner les courants marxistes non-conformes à la variante marxiste-léniniste d'obédience soviétique définie par les états communistes : en particulier l'« austro-marxisme », le « luxemburgisme », le « trotskisme », la « nouvelle voie », le « socialisme autogestionnaire », le « socialisme à visage humain », le « révisionnisme économique » soviétique ou l'« eurocommunisme ». La politique de glasnost (« transparence ») et de perestroïka (« restructuration ») de Mikhaïl Gorbatchev a également été qualifiée de révisionniste par ses adversaires[8].
- Le terme « révisionnisme » est employé en 1974 par l'historien Albert Soboul dans une célèbre mise au point historiographique pour désigner l'ensemble des historiens libéraux ou conservateurs, dont notamment François Furet et Denis Richet, qui proposaient de sortir du cadre interprétatif traditionnel marxiste de la « révolution bourgeoise », cadre dont Soboul, ainsi que d'autres historiens, tenaient à réaffirmer la validité[9].
- Le « révisionnisme colonial » est un terme parfois employé afin de désigner l'ensemble des thèses qui, malgré la condamnation des empires coloniaux occidentaux au cours de la seconde moitié du XXe siècle, souhaiteraient « réhabiliter » l'entreprise coloniale pour en faire une réalité globalement positive. Selon les historiens Nicolas Bancel, Pascal Blanchard et Françoise Vergès à propos de l'empire colonial français dans La République coloniale, le révisionnisme colonial trahirait généralement un déni historique et une difficulté à penser le passé colonial, en particulier dans ce qu'il eut d'injuste et de contradictoire[10].
- Éric Zemmour, reprenant partiellement la thèse d'Alain Michel, soutient dans son ouvrage Le Suicide français que Pétain aurait « sauvé les juifs français en sacrifiant les juifs étrangers »[11],[12], thèse fortement critiquée par de nombreux historiens[13]. En outre, il remet en doute l’innocence du capitaine Dreyfus pourtant admise par les historiens, dans deux émissions sur la chaîne de télévision CNews, en septembre et octobre 2020. Il affirme notamment que « beaucoup étaient prêts à dire Dreyfus innocent, même si c'est trouble, cette histoire aussi […] on ne le saura jamais, ce n'est pas évident »[14].